# Fisksjöäng

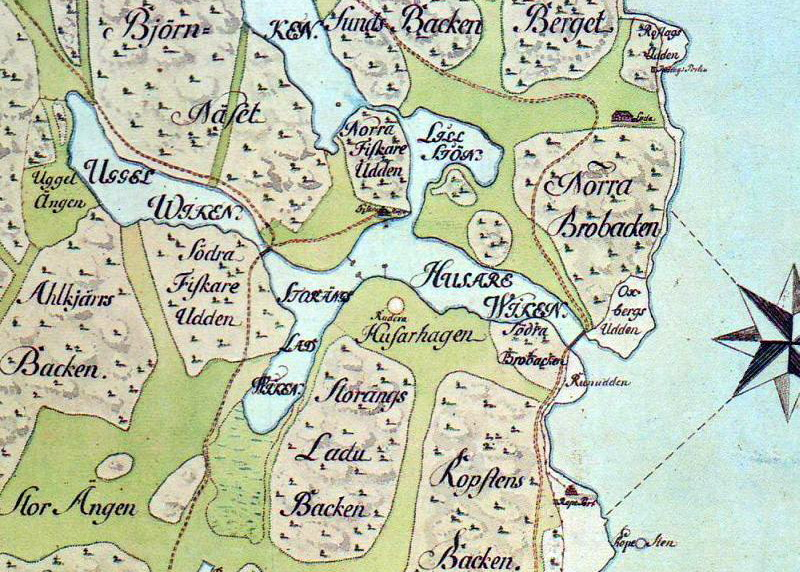
Del av Ströms karta från 1696.

Fisksjöäng är ett tidigare industriområde vid Husarvikens norra strand på Norra Djurgården i Stockholm. 

## Historik
På Erland Ströms historiska karta från 1696 syns att stora delar av Fisksjöäng fortfarande är en bit av Husarviken, som i sin tur var en havsvik från Lilla Värtan. Genom landhöjningen har området blivit torrlagt, detsamma skedde med närliggande Lillsjön som är en äng och Uggleviken som är ett kärr idag. Området gränser i öster till Oxberget (även kallat Oxbergsbacken och Oxbergsudden) som på forntiden var en ö.

## Industriområde

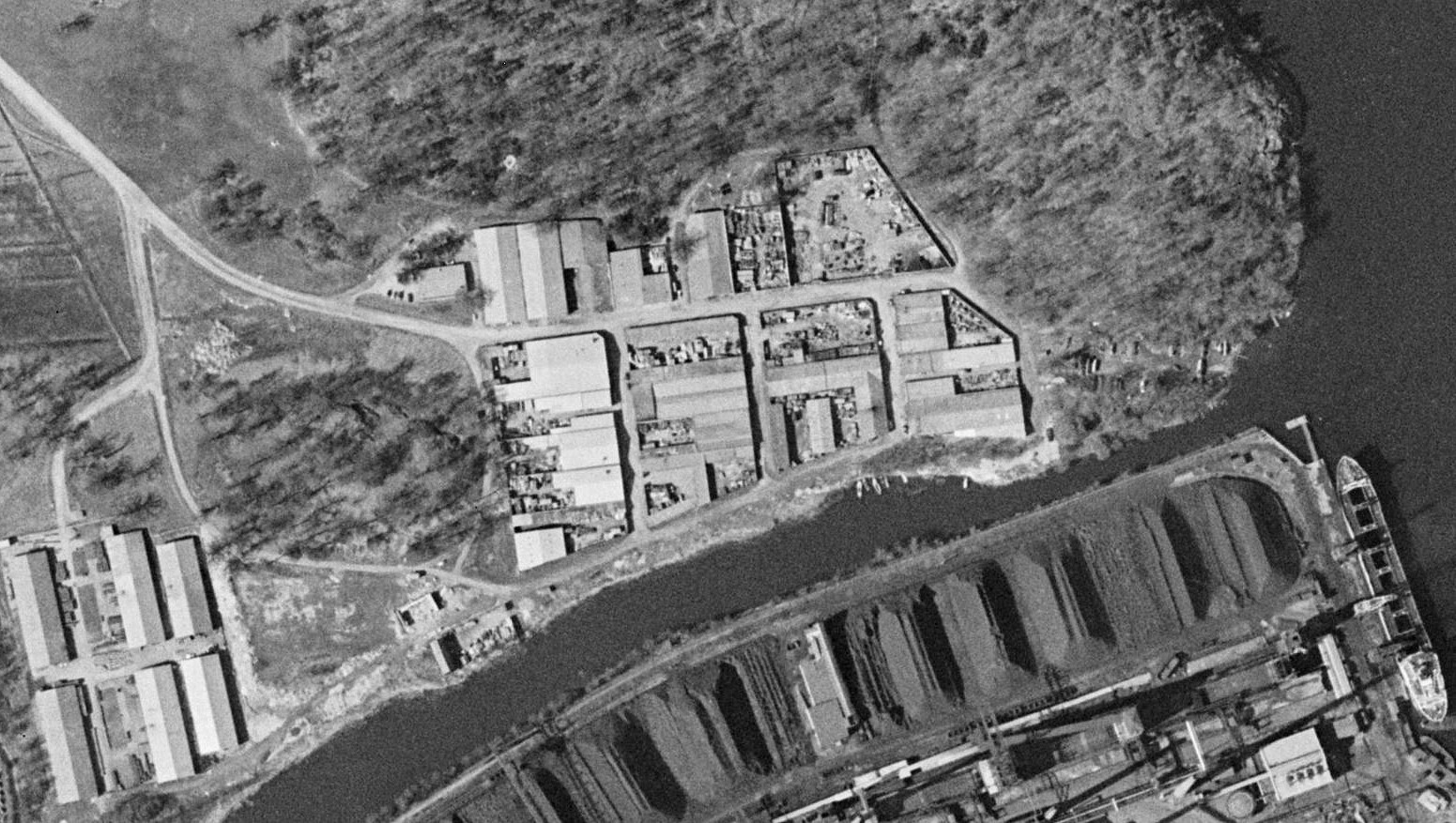
Fisksjöängs industriområde 1960-tal.

Fisksjöäng etablerades på 1950-talet som ett småindustriområde. Här har funnits verksamheter som bilverkstäder och billackering samt även mindre seriösa verksamheter som kabelbränning (isoleringen på kablar bränns bort för att komma åt kopparn). Som mest fanns här 53 företag, 1997 fanns 31 kvar och år 2000 bara fyra.
Fisksjöäng blev den näst sista kåkstaden i Stockholm - idag finns bara Snösätra industriområde kvar. Redan 1984 fattade Konungens råd för plan- och byggfrågor beslut om att avveckla Fisksjöäng. Men det dröjde till 2003 innan allt var bortrivet, några år efter Lugnet. Den enda byggnad som är kvar från industriområdets tid är Motormännens Testlabb, men även den byggnaden är övergiven. Den enda bevarade historiska byggnaden är Fisksjöängsladan som ursprungligen tillhörde Ropstens jägareboställe och förmodligen flyttades till sin nuvarande plats på 1800-talets mitt.
Idag är Fisksjöäng åter en äng och sedan några år låter Djurgårdsförvaltningen ett femtontal Highland cattle beta på området så att landskapet hålls öppet. Detta är ett projekt i samarbete med Världsnaturfonden WWF. Laduviken och Fisksjöäng är sedan 1994 del av Kungliga nationalstadsparken.

## Bilder

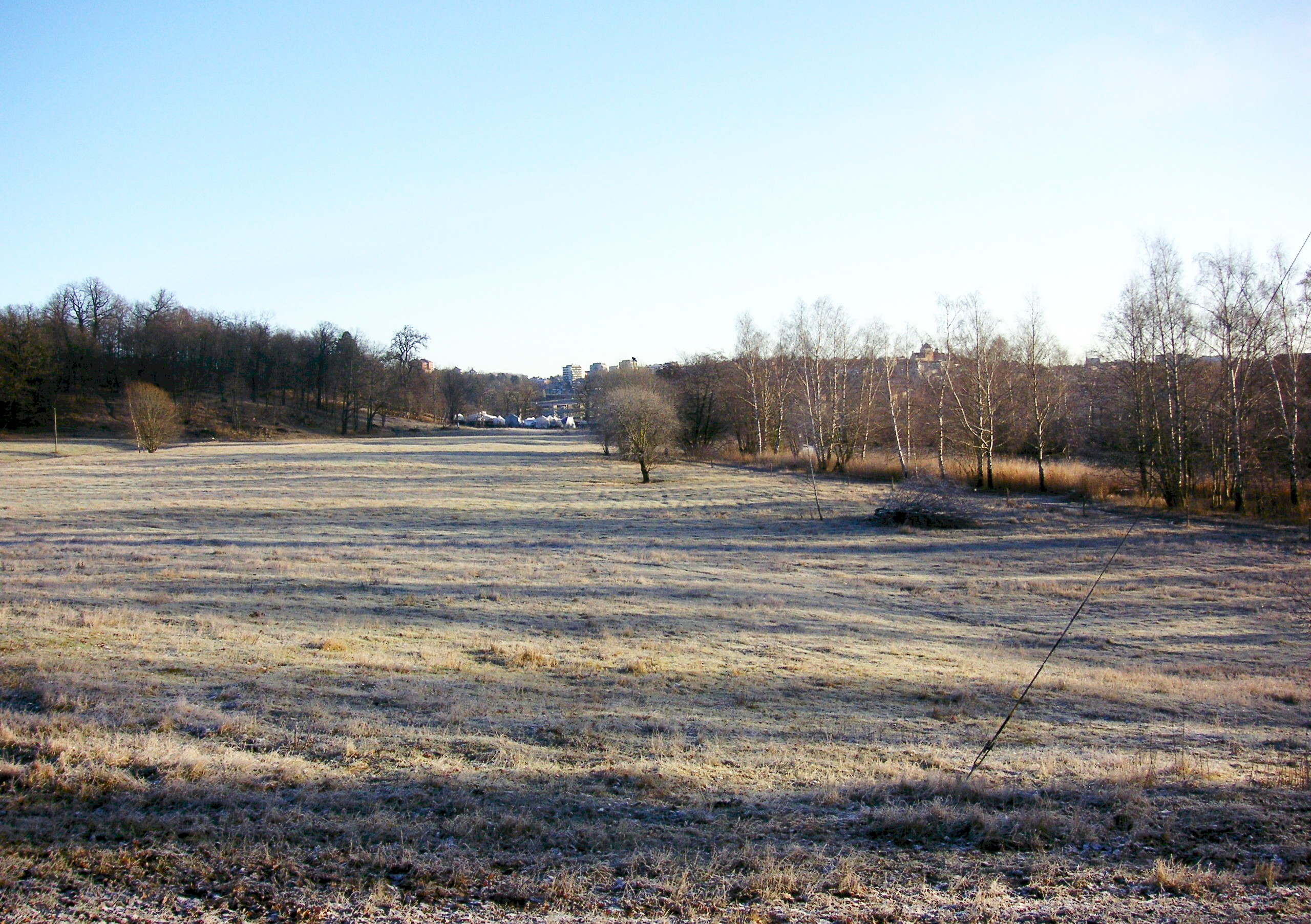
Fisksjöäng mot öster med Oxberget i bakgrunden
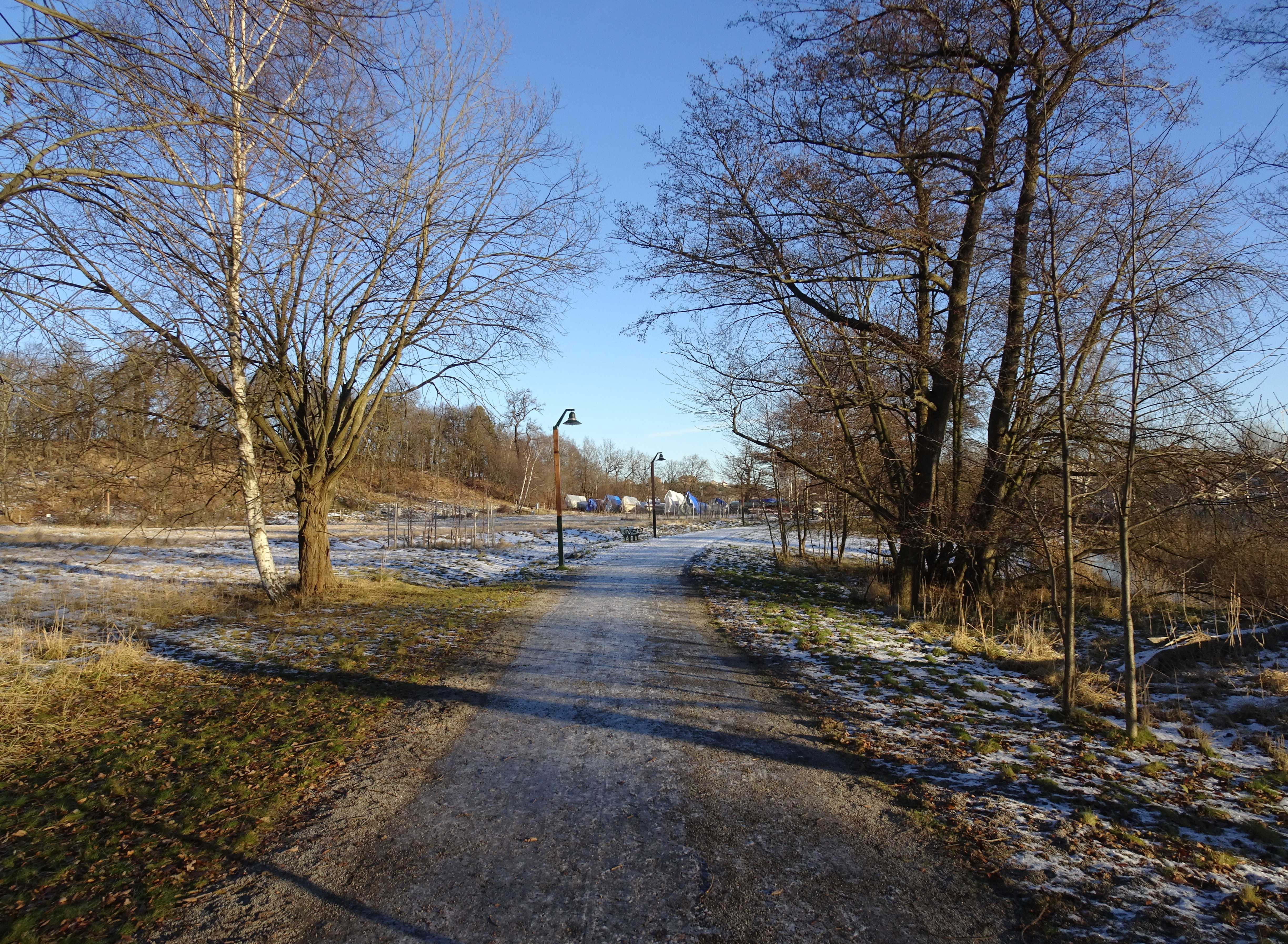
Fisksjöängs promenadstig, vy mot nordost
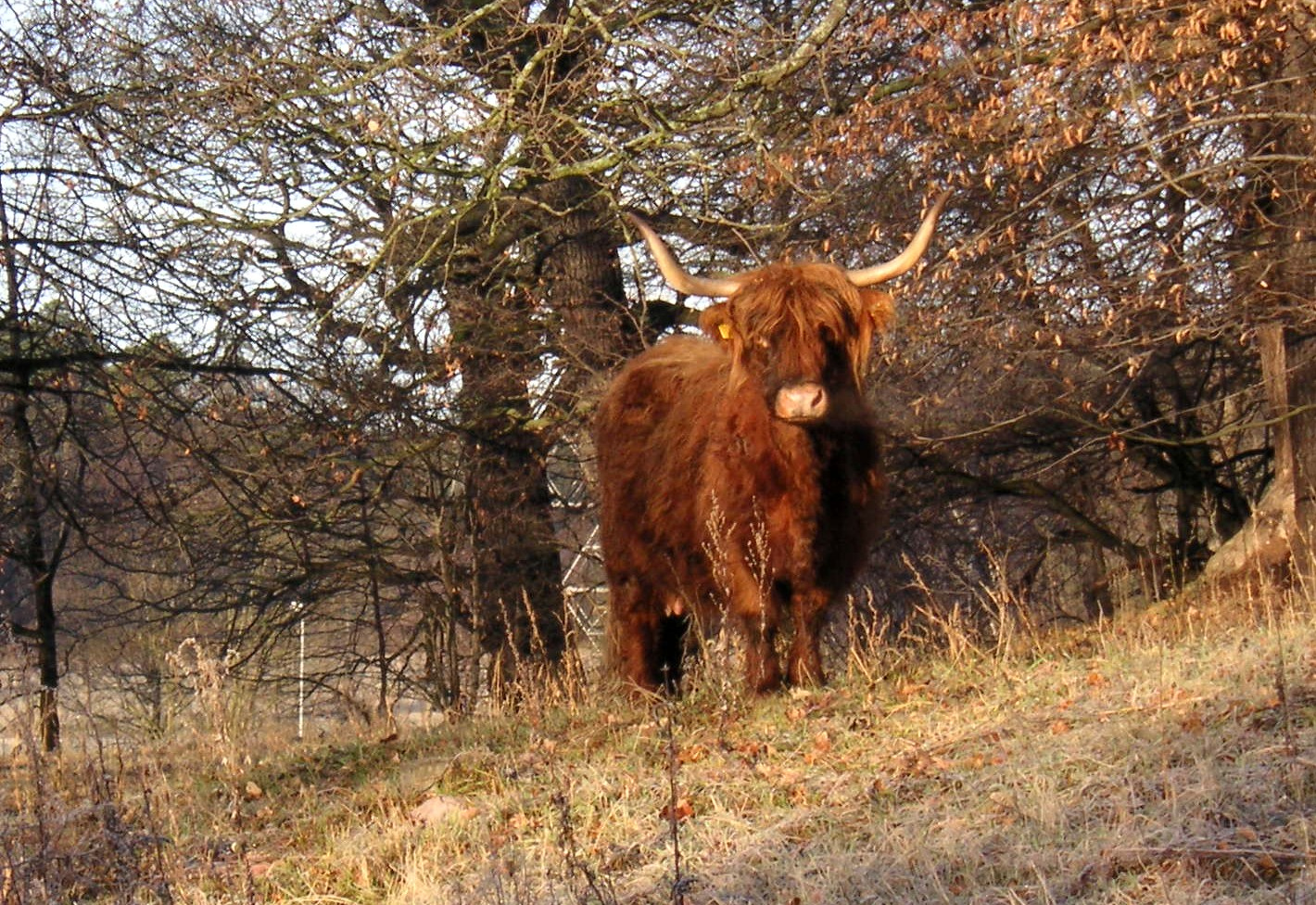
Highland cattle på Fisksjöäng
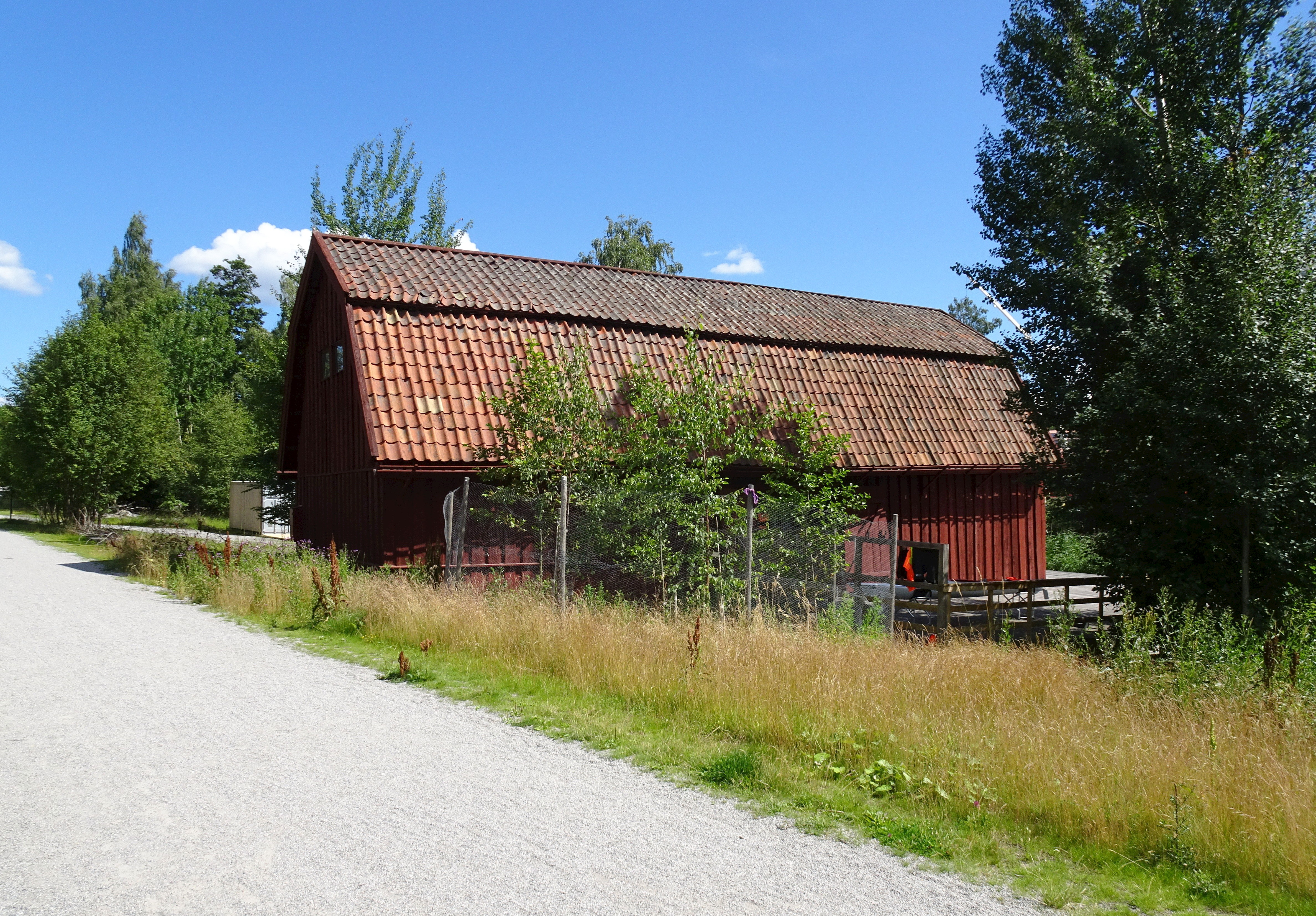
Fisksjöängsladan
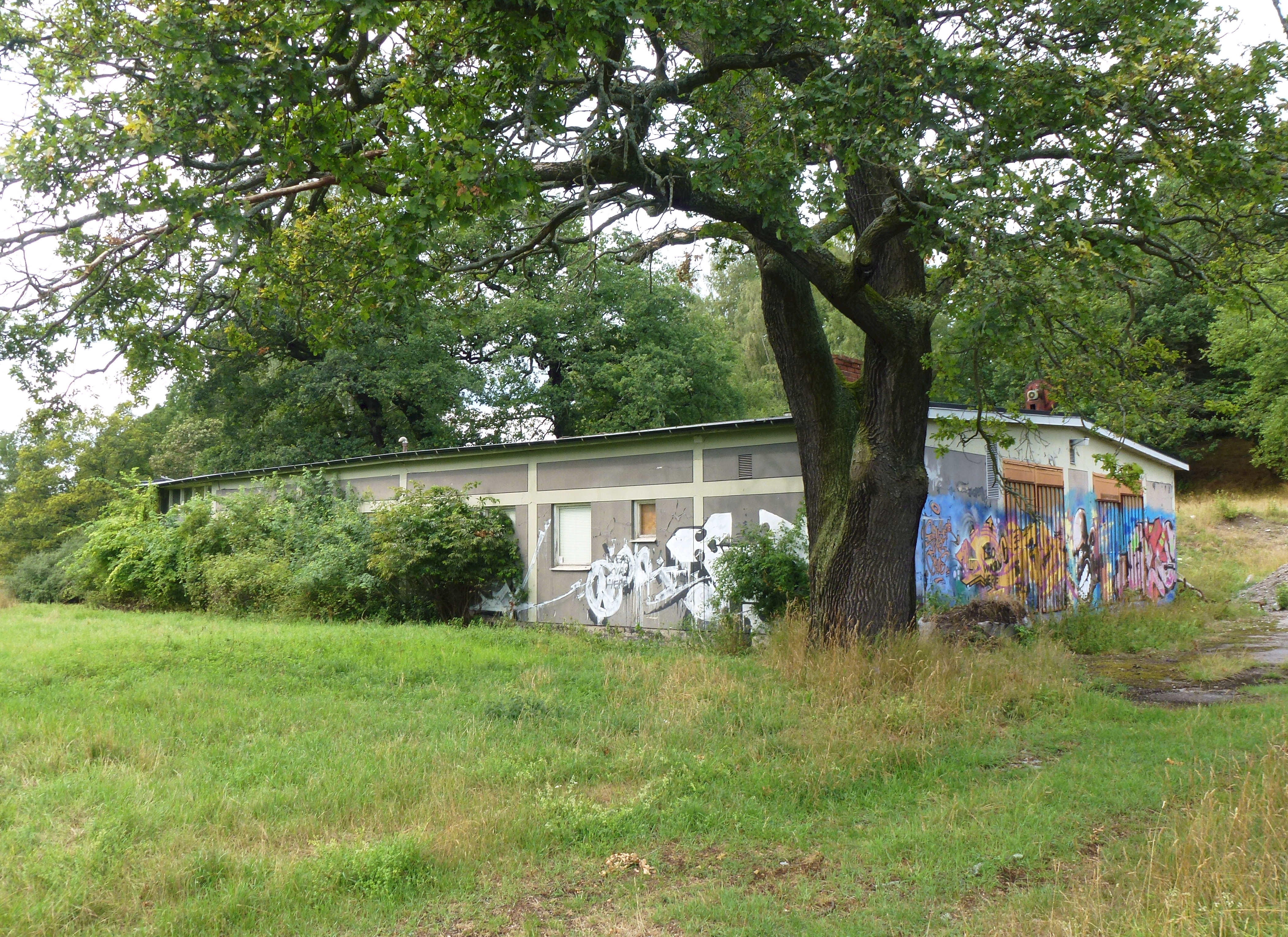
F.d. Motormännens testlabb.